# بامیه
بامیه (نام علمی: Abelmoschus esculentus) میوه‌ای است گلدار از خانواده پنیرکیان که زادگاهش آسیا یا آفریقاست، مصری‌ها در قرن ۱۲ یا ۱۳ پیش از میلاد این گیاه را می‌کاشته‌اند.

## ساختمان گیاه
بامیه گیاهی است گرمسیری که در نقاط سرد، کم‌رشد و کم‌محصول می‌شود. گیاه دارای ساقه راست، پوشیده از تار و ارتفاع ۵/. تا ۱ متر (گاهی ۲ متر) است. برگ‌هایی به شکل قلب تخم فرعی مرکب از ۵–۳ لوب و گل‌هایی منفرد در کناره برگ‌ها دارد. رنگ گلبرگ‌های آن زرد ولی در قسمت وسط قرمز رنگ است.
میوه هرمی شکل، دراز و محتوی دانه‌های پوشیده از تار دارد. این گیاه اولین بار در ایران در شهر سرخس کشت و برداشت شد.

## مصرف غذایی
در اروپای شرقی در اطراف دریای مدیترانه بیش از سایر نقاط از این سبزی مصرف می‌شود. در ترکیه بامیه را خشک و برای مصرف زمستان ذخیره می‌کنند. در ایران برای تهیه خورش بامیه از آن استفاده می‌شود که غذای معروف جنوب ایران است.

## نگارخانه

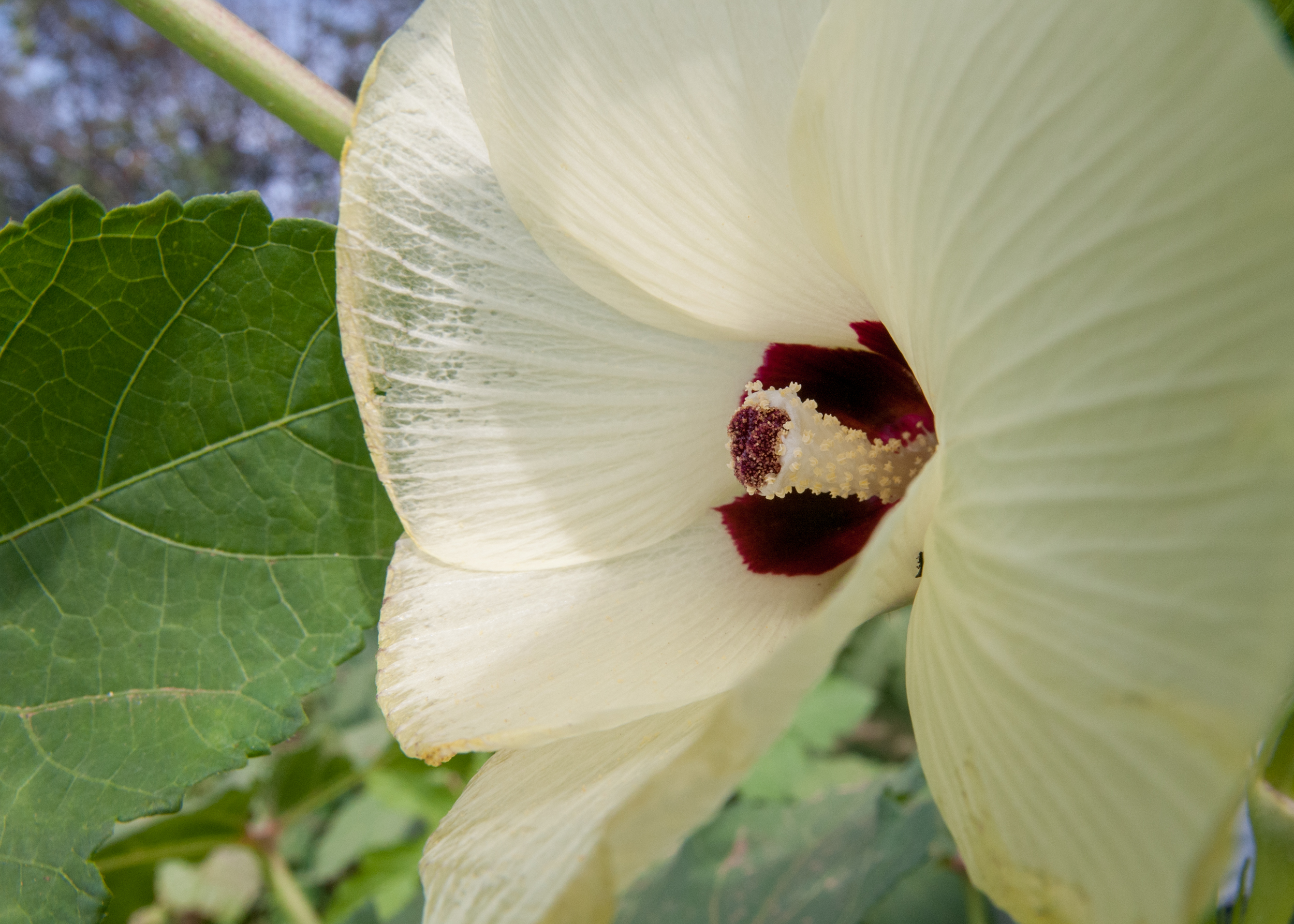
گل بامیه
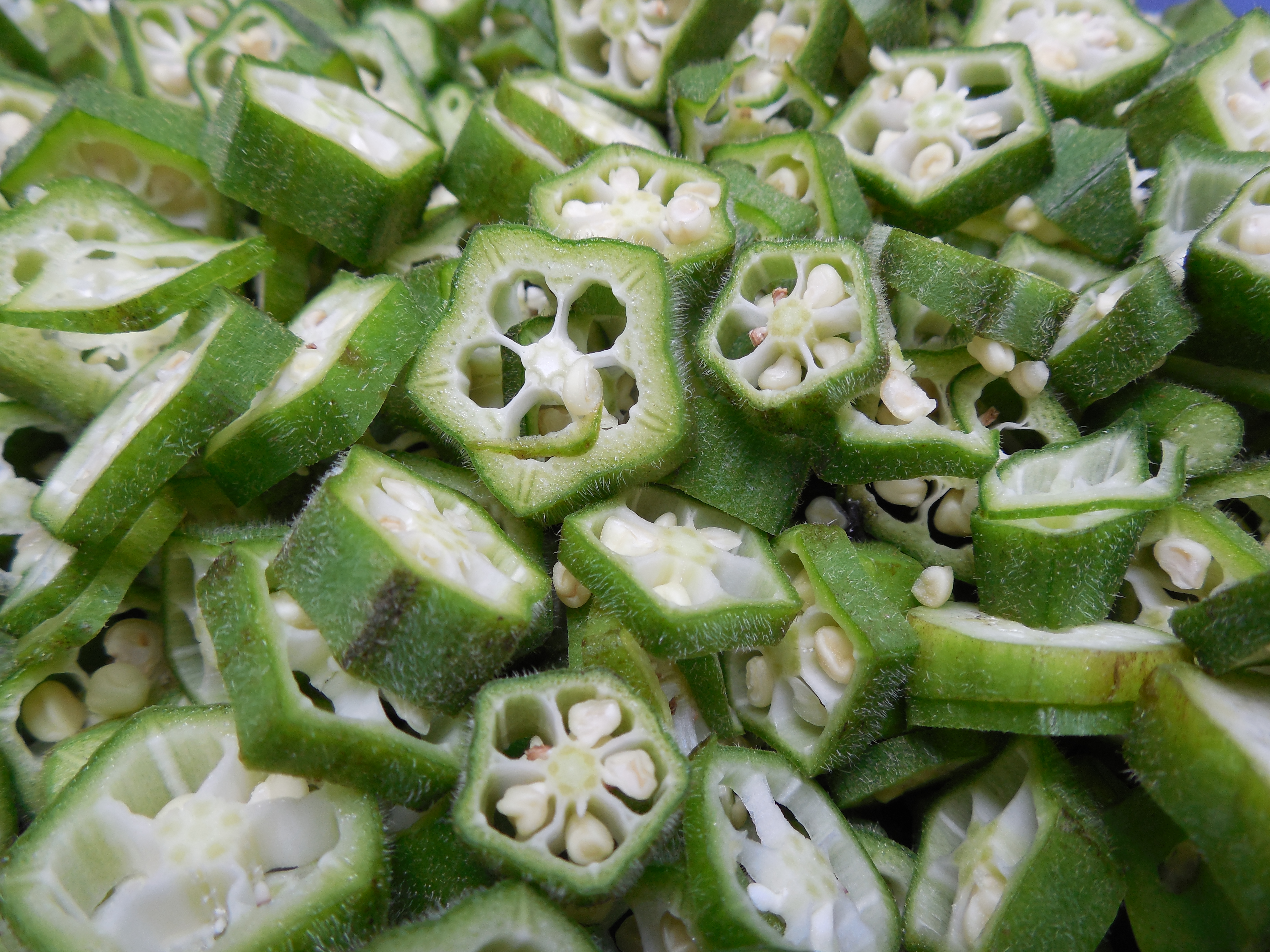
قطعات بامیه خام
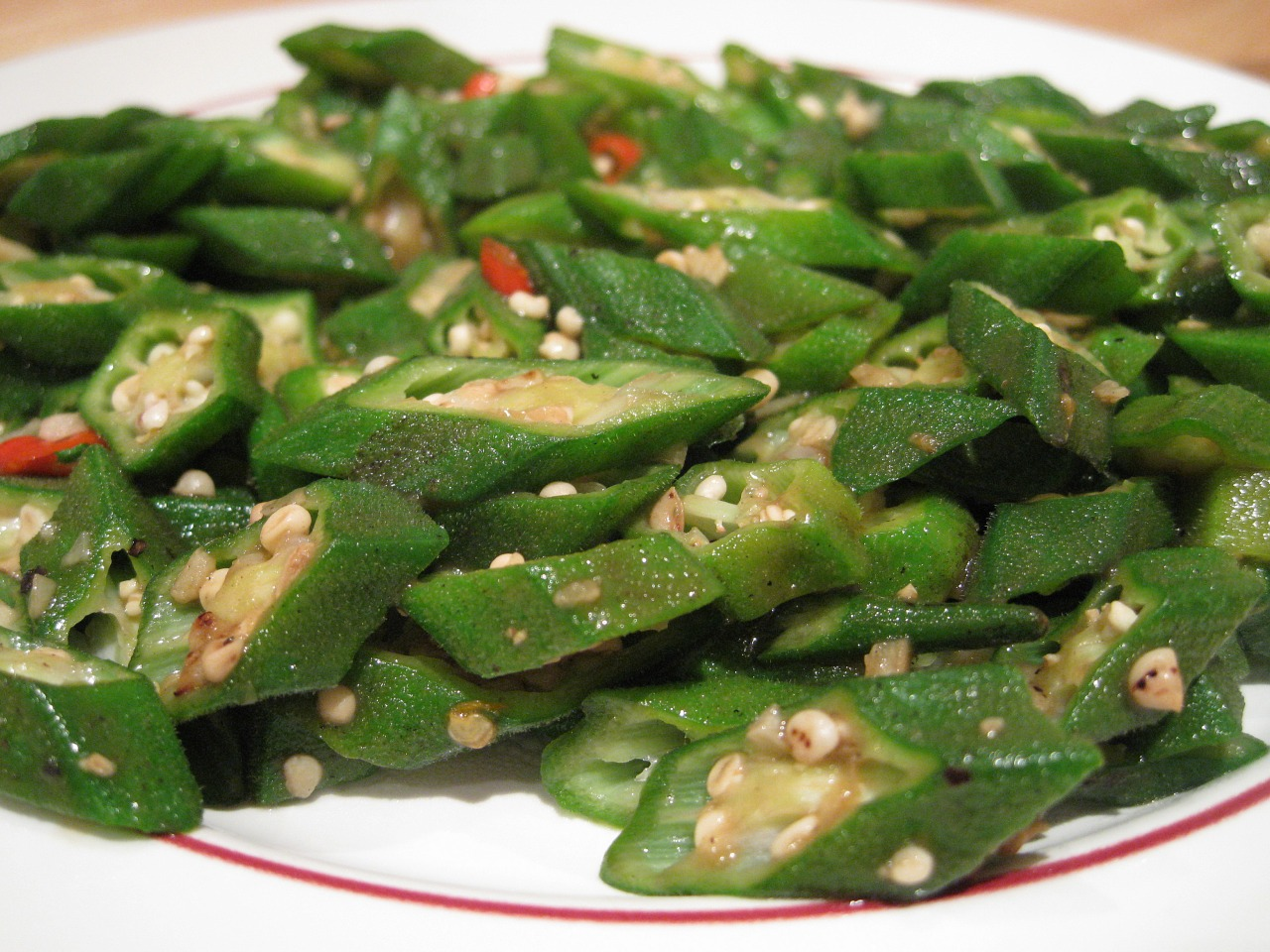
بامیه سرخ شده
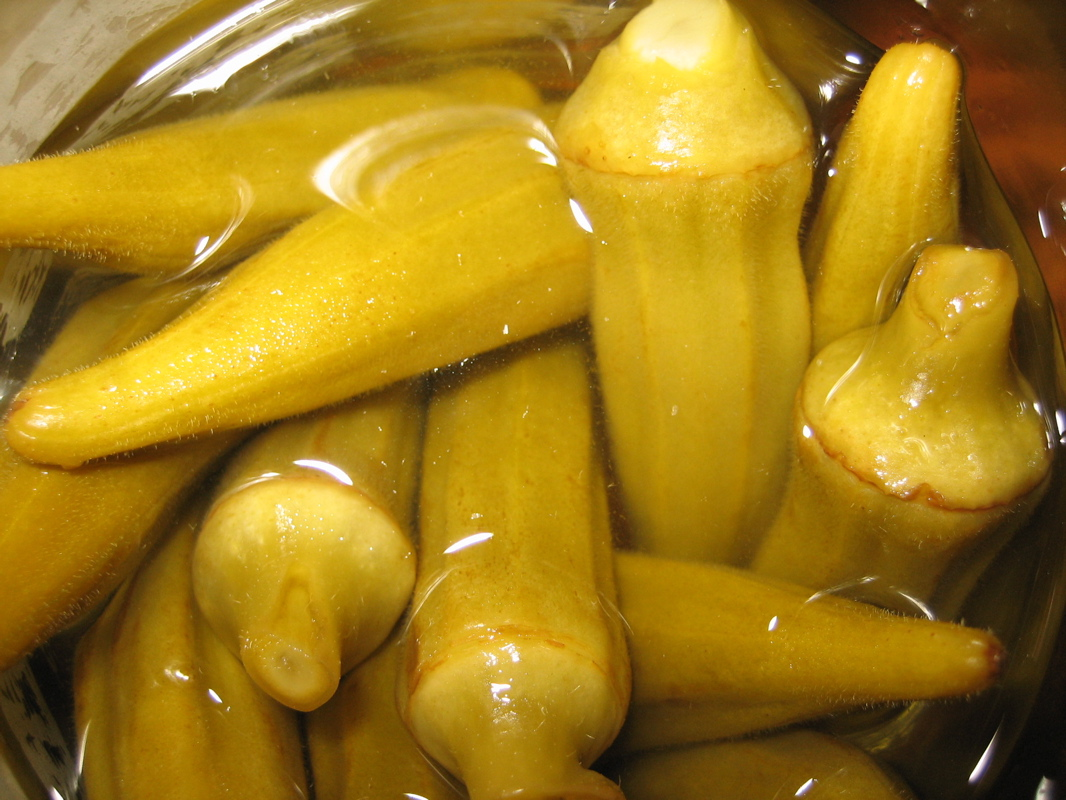
ترشی بامیه
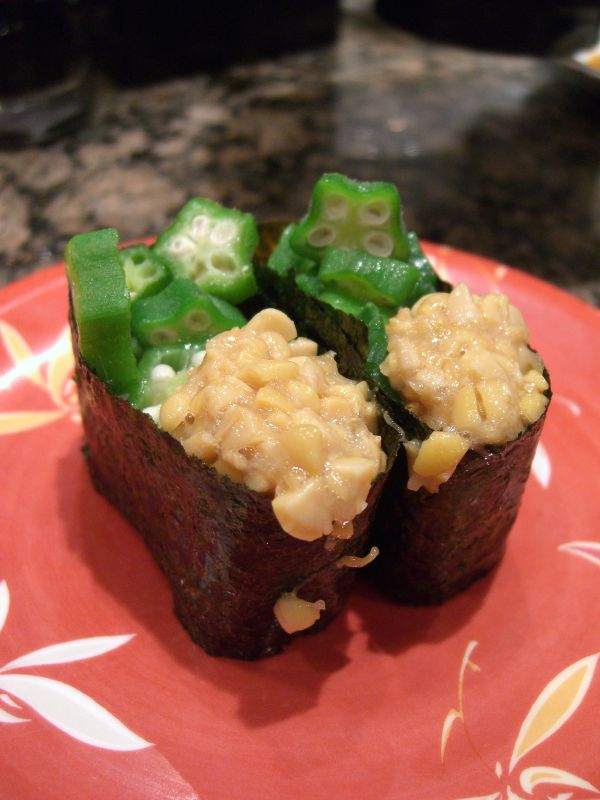
سوشی با قطعات بامیه
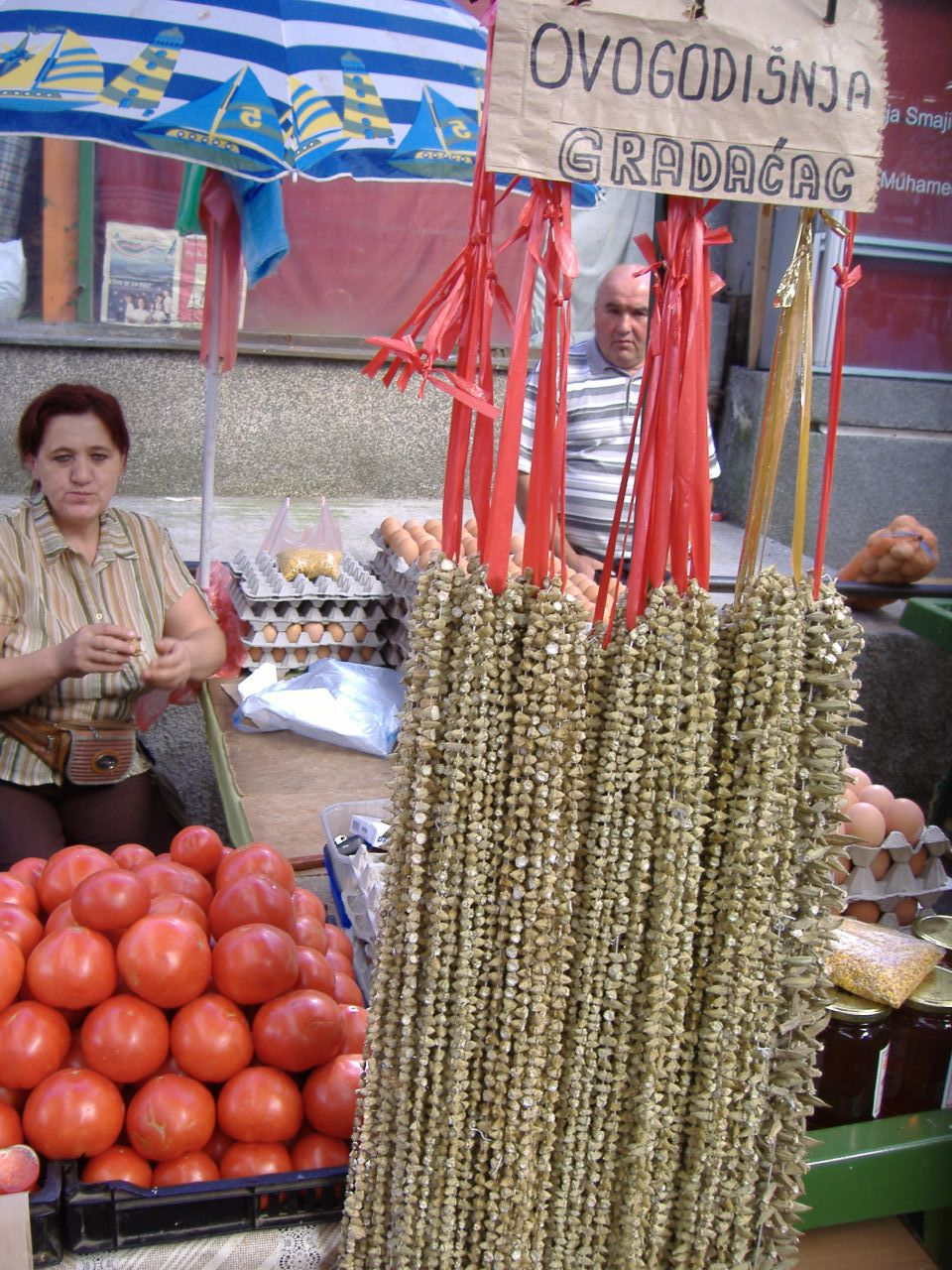
بامیه خشک شده در بازاری در بوسنی و هرزگوین